# Генерал Зод
Генера́л Зод (англ. General Zod) — суперзлодей, появляющийся в комиксах издательства DC Comics, являющийся одним из наиболее известных врагов Супермена. Создан персонаж Робертом Бернштейном и Джорджем Паппом, впервые появился в Adventure Comics #283 (апрель 1961). В фильмах «Супермен» (1978) и «Супермен 2» (1980) Зода играл Теренс Стэмп, а в фильмах Расширенной вселенной DC «Человек из стали» (2013) и «Флэш» (2023) — Майкл Шеннон.
Зод был мятежным генералом Криптона с замашками диктатора. Он — военный, пытавшийся спасти свой народ от уничтожения. Однако для этого пришлось поднять мятеж. За его благие намерения был сослан. Но потом ему удалось вернуть свой народ из небытия. Позже он стал правителем Нового Криптона.

## Силы и суперспособности
Как и все криптонианцы под желтым солнцем, генерал Зод обладает сверхчеловеческой силой высокого уровня, скоростью и выносливостью, достаточными, чтобы противостоять Супермену и другим криптонианцам; супер слух; рентгеновское зрение; телескопическое, микроскопическое и тепловидение; супер-дыхание и ледяное дыхание; виртуальная неуязвимость; ускоренное исцеление и полет. Из-за своего опыта работы в качестве криптонского генерала, Зод обладает детальными знаниями военной тактики, стратегии сражения и является компетентным военачальником. Поскольку он обучался боевым искусствам задолго до того, как получил свои способности, он, как правило, имеет преимущество над боевыми навыками Супермена, чрезмерную уверенность в сверхчеловеческой силе и базовые знания продвинутого человека и криптонианского рукопашного боя. Однако силы Зода часто уступают силам Супермена, из-за того, что последний подвергался воздействию желтого солнца в течение всей своей жизни, в то время как Зод обычно подвергается воздействию только в течение короткого периода времени, прежде чем быть побежденным и возвращенным в Фантомную Зону. Эта большая сила в сочетании с его превосходным контролем и опытом дает Супермену преимущество над превосходными боевыми навыками Зода. Вдобавок, как и у Супермена, его сила уступает таким, как Думсдэй, и его скорость уступает Спидстерам, таким как Флэш. Как и все криптонианцы, он уязвим для криптонита и красного солнечного излучения; его стойкость не обеспечивает защиты от контроля над разумом и магии; и его сила и выносливость имеют пределы в том, что он не может пережить атомный взрыв без почти смертельных травм, и есть еще тяжелые вещи, которые он не может поднять из-за естественных телесных ограничений даже в вдохновляющей среде желтого солнца, а также в обычных пределах взрослого криптонианского сверхчеловеческой силой.

## Зод в кино, телевидении и играх
- Роль Генерала Зода в фильмах «Супермен» и «Супермен 2» сыграл Теренс Стемп. В самом начале Зод показан одним из трёх обвиняемых на суде. Зод, изначально — офицер Криптонийской военщины, которой была доверена защита планеты Криптон. С сообщниками Ноном и Урсой готовил военный переворот против руководства Криптона. Будучи схваченными, они единогласно были изгнаны в Фантомную Зону. Портал в эту зону был запущен в космос незадолго до уничтожения Криптона. Больше в первом фильме их судьба не раскрывается. В фильме «Супермен 2» они освобождаются, и Генерал Зод делит вместе с Лексом Лютором место главного антагониста фильма. В конце все трое были побеждены Суперменом.
- В сериале «Тайны Смолвилля» Зод появлялся в виде компьютерного призрака и однажды вселился в тело Лекса Лютора. В 9-м сезоне он появился в виде молодого Майора Зода в исполнении Каллума Блу.
- В сериале «Супергёрл» роль Зода сыграл Марк Гиббон. До событий сериала, он был уничтожен Суперменом. В одной из серии когда Даксамиты начинали атаковать Землю и забрать ее себе, они подвергли Кал-Эла серебряным криптонитом и он увидел вместо Кары своего противника который он однажды избавился. По словам Мон-Эла, Зод по непонятной причине вернется в ХXX веке и столкнется с Легионом Супергероев. А в сериале «Супермен и Лоис», разум Зода на время захватил Супермена. Оказалось, перед уничтожением Криптона Зод тоже загрузил часть сознания в «Уничтожителя». Но благодаря Джону Генри Айронсу, Супермен избавляется от сознания Зода прежде чем перерождение Зода станет окончательной.
- В фильме «Человек из стали» Зода сыграл актёр Майкл Шэннон. Он был главным злодеем фильма, который поднял бунт против правительства (по его словам он рожден для защиты Криптона, и это делает ради цивилизации несмотря на любые действия) и был заморожен, но при разрушении Криптона был освобождён и искал Землю, куда был отправлен Супермен. Позже был убит в схватке с Суперменом, однако в сиквеле «Бэтмен против Супермена: На заре справедливости» был «возрождён» молодым Лексом Лютером в форме другого злодея — Думсдея.
- Шеннон вернулся к роли Зода в фильме «Флэш».
- Генерал Зод представлен в игре «Injustice: Gods Among Us» Альтернативный костюм для него — в виде обычного генерала Криптона в броне из фильма «Человек из стали». В режиме истории после победы над Кал-Элом он начинает превращать Землю в Криптон который он называет «Великим», а Супермена «впечатал» в кристалл.
- В сериале «Криптон» роль генерала Зода, прибывшего из будущего спасти Криптон от Брейниака исполнил Колин Сэлмон.
- Зод — босс и играбельный персонаж в LEGO Batman: DC Superheroes.
- Генерал Зод — босс в игре «Lego Dimensions».

В армии курировал несколько проектов, в том числе проект «Судного дня» (англ. Doomsday), создание сверхкриптонца на основе искусственно выведенного симбионта, а также проекты, связанные с перемещениями во времени.

## Критика и отзывы
- В 2007 году британский киножурнал Total Film поставил Зода версии Стэмпа на 32 место в списке «50 лучших злодеев всех времён»[10].
- Сайт о поп-культуре IGN поставил Генерала Зода на 30 место в списке 100 величайших злодеев комиксов по версии IGN[11].

## Зод в культуре
- Zod — также название шестой версии Fedora Core.
- У канадской панк-рок-группы Billy Talent в 2015 году вышла песня Kingdom of Zod.
- У ирландской кроссовер-трэш метал группы Gama Bomb выходила песня In the court of General Zod
- В игре Diablo II: Lord of Destruction можно встретить руну Зод, которая даёт неразрушимость оружию и доспехам.
- В 13 серии 2 сезона американского сериала Форс-мажоры Луис Литт назвал себя генералом Зодом, недооцененным лидером планеты, сравнив себя с ним.
- В игре World of Warcraft: Wrath of the Lich King есть предмет «Самозарядный длинный лук Зода», к которому добавлена подпись «На колени!», что является излюбленной фразой генерала.